# Sciurus stramineus
Sciurus stramineus är en däggdjursart som beskrevs av Joseph Fortuné Théodore Eydoux och Louis François Auguste Souleyet 1841. Sciurus stramineus ingår i släktet trädekorrar, och familjen ekorrar. Inga underarter finns listade i Catalogue of Life.

## Beskrivning
En kraftig ekorre med lång, relativt smal, grå svans, mörka öron och 8 spenar. Arten finns i två färgformer: En som finns i den låglänta, norra delen av utbredningsområdet, och en form som finns i de höglänta områdena i södra Ecuador och söder därom. Låglandsformen är mörkare, med skuldror spräckliga i svart och vitt, bakkropp och svansrot spräckliga i brunorange och svart, undersidan brun till rödaktig och huvudet svart. Den höglänta formen är ljusare och gråare, med ljusgrå kropp och svans där bakdelen kan ha en gråbrun till orange ton, undersidan grå och nacken vit till blekgul (öronen är emellertid svarta även hos denna form). Många färgvariationer finns emellertid: Nästan helsvarta former där endast kragen och ett fåtal fläckar på ovansidan är vita, gulbrun till rödbrunaktig ovansida och fötter, former utan brunaktig/orange skiftning i bakkroppens och svansrotens päls samt med eller utan vit till grågul nackkrage. Den totala längden är 53 till 59 cm, inklusive den 25 till 33 cm långa svansen, medan vikten är omkring 470 g.

## Ekologi
Habitatet utgörs av fuktiga, städsegröna skogar, torra, tropiska skogar och bergsskogar, även i nyplanterad skog. Arten har även påträffats i kaffeplantager. En introducerad form förekommer i Lima i stadsparker, zoologiska trädgårdar och trädkantade avenyer. Arten förekommer från havsytans nivå upp till 2 000 m i bergen. I de södra högländerna lever arten främst mellan 1 400 och 2 000 m. Den är en dagaktiv art som främst håller till i trädkronorna. Bona konstrueras av sammanflätade pinnar och kan bli 30 cm i diameter.
Födan består främst av frön. Födovanorna för den introducerade, stadslevande formen har studerats närmare och omfattar, förutom frön, frukter, blommor, svampar, örtstjälkar, sav och insekter. Själv utgör arten föda för bland annat rävarten Lycalopex sechurae.
Arten är en vektor för leptospiros och i Peru även för pest.
I fångenskap har arten blivit över 7 år gammal.

## Utbredning
Denna ekorre förekommer i nordvästra Ecuador och sydvästra Peru.

## Status
IUCN kategoriserar arten globalt som livskraftig. Inga data om populationsutvecklingen är emellertid listade, och man anger uppodling och skogsavverkning som möjliga hot.